# 小川町立東中学校
小川町立東中学校（おがわちょうりつひがしちゅうがっこう）は、埼玉県比企郡小川町にある公立中学校。

## 沿革
- 1968年（昭和43年）4月 - 小川中学校と八和田中学校を統合、小川町立東中学校として開校
- 1970年（昭和45年）3月 - 現在地へ校舎新築、移転
- 1971年（昭和46年）3月 - 体育館落成
- 1974年（昭和49年）5月 - プール竣工
- 1982年（昭和57年）10月 - 県教委委嘱体力向上研究発表
- 1986年（昭和61年）3月 - 校舎棟増築・テニスコート5面増築
- 1987年（昭和62年）10月 - 文部省委嘱道徳研究発表
- 1989年（平成元年）8月 - 校庭全面改修
- 1993年（平成5年）9月 - コンピュータ教室設置
- 1993年（平成5年）10月 - 体育館・管理棟大規模改修
- 1995年（平成7年）8月 - 校舎棟大規模改修
- 1995年（平成7年）11月 - 県教委委嘱同和教育研究発表
- 1997年（平成9年）9月 - さわやか相談室設置
- 1997年（平成9年）11月 - 開校30周年記念式典挙行
- 1998年（平成10年）8月 - 防球ネット新設
- 1999年（平成11年）11月 - 部室棟改築
- 2000年（平成12年）4月 - 東中校区「地域ぐるみの教育」県教委研究委嘱
- 2001年（平成13年）4月 - 東中校区「家庭・学校・地域ふれあい推進事業」県教委研究委嘱
- 2002年（平成14年）8月 - 校地内舗装工事
- 2004年（平成16年）12月 - 全国中学校駅伝競走大会に参加
- 2005年（平成17年）9月 - 県教委中学校体育授業研究委嘱
- 2006年（平成18年）4月 - 下水道工事
- 2009年（平成21年）8月 - 浄化槽撤去工事
- 2010年（平成22年）11月 - 25地区進路指導・キャリア教育研究発表
- 2011年（平成22年）2月 - 校舎棟・屋内運動場・管理棟耐震補強工事
- 2011年（平成23年）4月 - 上野台中学校統合
- 2013年（平成25年）12月 - 校地内フェンス改修
- 2017年（平成28年）1月 - 空調設備設置